# Vilayet di Aidin
Il vilayet di Aidin (in turco: Eyalet-i Aidin' )  fu un vilayet dell'Impero ottomano nell'area corrispondente a parte dell'attuale Turchia.

## Storia
Derivato direttamente dall'omonimo eyalet, il vilayet di Aidin includeva le antiche province di Lidia, Ionia e Caria, nel cuore dell'Impero ottomano. L'Encyclopedia Britannica nel 1911 descriveva questo vilayet come "la più ricca e la più produttiva tra le province della Turchia asiatica".

## Geografia antropica

### Suddivisioni amministrative
I sanjak del vilayet di Aidin nel XIX secolo erano:
1. sanjak di Smirne
2. sanjak di Sarukhan
3. sanjak di Aidin
4. sanjak di Menteshe
5. sanjak di Denizli

## Composizione della popolazione
| Provenienza della popolazione residente (dati del 1914)) |           |
| Musulmani                                                | 1.249.067 |
| Greci                                                    | 299.097   |
| Armeni                                                   | 20.287    |
| Ebrei                                                    | 35.041    |